# Challenger DCNS de Cherbourg 1987
Il Challenger DCNS de Cherbourg 1987 è stato un torneo di tennis facente parte della categoria ATP Challenger Series nell'ambito dell'ATP Challenger Series 1987. Il torneo si è giocato a Cherbourg in Francia dal 9 al 15 marzo 1987 su campi in cemento indoor.

## Vincitori

### Singolare
Stefan Eriksson ha battuto in finale  Jim Pugh con il punteggio di 6–3, 6–0

### Doppio
Paul Chamberlin /  Leif Shiras hanno battuto in finale  Jim Pugh /  Éric Winogradsky con il punteggio di 7–5, 7–5